# Phaenochitonia iasis
Phaenochitonia iasis är en fjärilsart som beskrevs av Frederick DuCane Godman 1903. Phaenochitonia iasis ingår i släktet Phaenochitonia och familjen Riodinidae. Inga underarter finns listade i Catalogue of Life.